# Trichostigma octandrum
Trichostigma octandrum är en kermesbärsväxtart som först beskrevs av Carl von Linné, och fick sitt nu gällande namn av H.Walter. Trichostigma octandrum ingår i släktet Trichostigma och familjen kermesbärsväxter. Inga underarter finns listade i Catalogue of Life.